# Kvantfältteori
Det här en artikel om det fysikaliska begreppet QFT. För fler betydelser av samma förkortning, se QFT.
Kvantfältteori (engelska QFT, Quantum field theory) är en fysikalisk teori som applicerar kvantmekanik på fält. Kvantfältteori utgör grunderna för den största delen av modern teoretisk fysik, i synnerhet partikelfysiken. Kvantfältteorin har utvecklats av många forskare, men det första grunderna lades av bland andra Paul Dirac, Vladimir Fock, Wolfgang Pauli, Tomonaga Shinichrō, Hans Bethe, Robert Oppenheimer, Julian Schwinger, Richard Feynman och Freeman Dyson. 
Kvantfältteorin kombinerar den speciella relativitetsteorin med kvantmekaniken, genom att den tillåter skapande och annihilering av partiklar, det vill säga övergångar mellan materia från energi. Partiklar beskrivs som excitationer av fält och krafter mellan partiklar beskrivs som utbyte av virtuella partiklar. Detta visualiseras ofta med hjälp av Feynmandiagram, uppfunna av Richard Feynman. 
Partikelfysikens standardmodell är en speciell typ av kvantfältteori – en så kallad gaugeteori – som beskriver den fundamentala strukturen hos materien och dess växelverkan. Tillämpning av kvantfältteori på elektromagnetiska fält ger upphov till kvantelektrodynamiken (QED, quantum electrodynamics), som även används inom atomfysiken. Den moderna kondenserade materiens fysik använder kvantfältteori för att beskriva dessa fenomen, exempelvis supraledare. Inom kosmologin används kvantfältteori för att beskriva fenomen i det förmodade tidiga universum, till exempel inflation.